# Maigret si sbaglia
Maigret si sbaglia (titolo originale francese Maigret se trompe) è un romanzo poliziesco di Georges Simenon con protagonista il commissario Maigret, il quarantatreesimo della serie dedicata al celebre investigatore della polizia francese.
L'autore lo scrisse nella sua tenuta Shadow Rock Farm  di Lakeville (Connecticut), negli Stati Uniti d'America, dal 24 al 31 agosto 1953; fu pubblicato in Francia il 16 novembre del medesimo anno presso l'editore Presses de la Cité.

## Trama
A Parigi, in una piovosa mattinata di novembre, Louise Filon, una giovane donna, viene ritrovata assassinata da un colpo di pistola a bruciapelo alla testa, nel suo lussuoso appartamento di Avenue Carnot. Troppo di classe, per esser quello di un'ex-prostituta, conosciuta nel quartiere di Chapelle col nome di Lulu. In che modo la vittima ha trovato le risorse economiche necessarie per mantenere un simile status, vivendo da due anni in un bellissimo edificio stile Haussmann, del tipo che si confà alla ricca e rispettabile borghesia?
Il commissario Maigret è incaricato delle indagini. Sul posto, egli interroga la donna delle pulizie, Désirée Brault, un'ex ladra, e la portinaia. Viene così a sapere che Louise aveva un amante del cuore, Pierre Eyraud, detto Pierrot, un giovane musicista squattrinato, incapace quindi di assicurarle un tal tenore di vita. Vincendo la reticenza e i silenzi della cameriera e della portinaia, Maigret scopre che Louise era mantenuta da un inquilino dello stesso palazzo, un eminente chirurgo sulla sessantina, il professor Étienne Gouin, che in passato ha operato la donna, salvandole la vita. La moglie del professore, Germaine, sembra essere a conoscenza della relazione del marito con Louise, e Maigret apprende gradualmente che attorno al professore gravitano diverse donne che, ammirandolo, sembrano cercare di proteggerlo: oltre alla moglie e alla portinaia, c'è anche la devota assistente del professore, la signorina Decaux, e la cognata, Antoinette Ollivier. Tutti personaggi presi da vecchi rancori e gelosie.
Al cuore della vicenda, Maigret apprende che Louise era incinta, e che lo aveva saputo solo di recente. La sua indagine si concentra naturalmente sui due amanti di Louise. Essendo Eyraud scomparso il giorno dopo la tragedia, è lui il primo sospettato, ma una volta ritrovato, dimostra una tale ingenuità, un tale sentimentalismo, che Maigret lo reputa innocente e lo rimette in libertà. Resta Gouin: l'eminente chirurgo, la cui personalità schiaccia chi lo circonda, l'uomo per il quale conta solo il lavoro, per il quale le donne sono, dice lui, solo un intrattenimento senza importanza, avrebbe potuto complicarsi l'esistenza con un omicidio contrario alla sua etica, lui che mira solo alla vita tranquilla necessaria alla sua professione? Maigret arriva molto vicino a crederci raccogliendo le testimonianze della moglie del chirurgo, di sua cognata, della sua assistente. Tuttavia esita a interrogare il medico, nel quale vede non solo il “grande uomo” in campo scientifico, ma anche una personalità almeno pari alla sua: «Erano un po' come opposti, ma opposti di valore equivalente». Il colloquio avrà comunque luogo. Gouin è esattamente come Maigret se lo immaginava: si crede superiore, ego dominante, sprezzante verso le donne, ma naturale; è un uomo lucido, che non si fa illusioni sulla natura umana. La sua agghiacciante franchezza, la sua preoccupazione per la verità, quasi disarmano il commissario, al quale sussurra la soluzione dell'enigma che ha intuito. È stata la moglie che, non solo per gelosia ma soprattutto per mantenere la propria posizione sociale, ha ucciso Louise, con la complicità della sorella, perché rappresentava per lei un rischio: gran parte dell'eredità del marito più anziano, e con un fragile cuore, sarebbe andata al futuro figlio di Louise. Suo marito le aveva detto che avrebbe sicuramente riconosciuto il bambino, che fosse suo o no, e la sua quota sarebbe stata ridotta di conseguenza. Senza contare che, sedotto dall'idea di avere un bambino, avrebbe potuto benissimo chiedere il divorzio per sposare Louise.

## Adattamenti

### Televisione
- Episodio dal titolo The Mistake, facente parte della serie televisiva Maigret, trasmesso per la prima volta sulla BBC il 26 dicembre 1960, con Rupert Davies nel ruolo del commissario Maigret.
- Episodio dal titolo De moedwillige vergissing, di una serie televisiva olandese in 6 puntate, trasmesso per la prima volta il 20 novembre 1964, con Kees Brusse nel ruolo del commissario Maigret.
- Episodio dal titolo Keishi machigau, telefilm nipponico di Onoda Yoshiki, con Kinya Aikawa (Commissaire Maigret), andò in onda nel 1978.
- Episodio dal titolo Maigret se trompe, facente parte della serie televisiva Les enquêtes du commissaire Maigret per la regia di Stéphane Bertin, trasmesso per la prima volta su Antenne 2 il 5 dicembre 1981, con Jean Richard nel ruolo del commissario Maigret.
- Episodio dal titolo Maigret se trompe, facente parte della serie televisiva Il commissario Maigret per la regia di Joyce Buñuel, trasmesso per la prima volta il 4 novembre 1994, con Bruno Cremer nel ruolo del commissario Maigret. In Italia l'episodio è apparso col titolo Maigret si sbaglia.

## Edizioni italiane
- Maigret si sbaglia, traduzione di Bianca Tamassia Mazzarotto, Collana Il Girasole. Biblioteca Economica n° 61, Milano, Mondadori, 1956. - Collana Il Girasole n°172, Mondadori, 1961; Collana Le inchieste del commissario Maigret n°44, Mondadori, 1967; Collana Oscar n°1106, Mondadori, 1979.[1]
- Maigret si sbaglia, traduzione di Renata Baraldi, Collana Oscar Gialli n°252, Milano, Mondadori, 1991.
- Maigret si sbaglia, traduzione di Barbara Bertoni, Collana gli Adelphi. Le inchieste di Maigret n° 244, Milano, Adelphi, 2004, ISBN 978-88-459-1850-6.
- in  I Maigret 9, Collana Maigret, Milano, Adelphi, 2015, ISBN 978-88-459-3005-8. - nuova ed., Adelphi, 2019, ISBN 978-88-459-3381-3.